# Protomicroplitis tegularis
Protomicroplitis tegularis är en stekelart som först beskrevs av Szepligeti 1905.  Protomicroplitis tegularis ingår i släktet Protomicroplitis och familjen bracksteklar. Inga underarter finns listade i Catalogue of Life.